# Astragalus kirchhoffiae
Astragalus kirchhoffiae es una especie de planta del género Astragalus, de la familia de las leguminosas, orden Fabales.

## Distribución
Astragalus kirchhoffiae se distribuye por Turquía.

## Taxonomía
Fue descrita científicamente por Podl. Fue publicada en Mitt. Bot. Staatssamml. München 25(1): 508 (1988).